# Sanislău (gmina)
Sanislău – gmina w Rumunii, w okręgu Satu Mare. Obejmuje miejscowości Horea, Marna Nouă i Sanislău. W 2011 roku liczyła 3515 mieszkańców.